# Alaskaperla ovibovis
Alaskaperla ovibovis is een steenvlieg uit de familie groene steenvliegen (Chloroperlidae). De wetenschappelijke naam van de soort is voor het eerst geldig gepubliceerd in 1965 door Ricker.